# Athetis duplex
Athetis duplex là một loài bướm đêm trong họ Noctuidae.